# رخصة القيادة في لبنان
في جمهورية لبنان, رخصة القيادة هي الوثيقة الرسمية التي تأذن لحاملها بتشغيل أنواع مختلفة من السيارات على الطرق السريعة وبعض الطرق الأخرى.
في التعريف المحلي غير الإلكتروني, بقيت رخصة القيادة في موقع قيادي, حيث يتعين على معظم السكان الحصول على ترخيص على أي حال, ورخصة القيادة صالحة لكل المواقف التي تكون فيها الهوية الشخصية غير الإلكترونية مطلوبة على الرغم من أنها غير معترف بها رسميا على هذا النحو.

## أنواع التراخيص
التراخيص غير المقيدة هي تراخيص قيادة لدى معظم السائقين اللبنانيين من أجل القيادة.
تراخيص المشقة للقُصَّر هي رخص القيادة التي تقتصر على السائقين الذين تتراوح أعمارهم بين 14 و 15 عامًا (وأحيانًا حتى 16 عامًا) والذين يحتاجون إلى القيادة من وإلى المنزل والمدرسة بسبب صعوبات جمة, على سبيل المثال عائلة السائق تعاني من مشاكل مالية أو طبية, يحتاج السائق إلى العمل أو المدرسة وليس لديه طريقة عملية أخرى للوصول إلى العمل أو المدرسة. يختلف ترخيص المشقة للقاصرين عن تراخيص المشقة الممنوحة للسائقين ذوي التراخيص الملغاة أو المعلقة.
التراخيص المؤقتة تشبه التراخيص المؤقتة من الناحية الوظيفية رخصة القيادة ، ولكنها تُصدر عادةً للسائقين الجدد الذين تقل أعمارهم عن 17 عامًا ، أي من 15 إلى 16 عامًا.
تراخيص السائقين هي نفسها من الناحية الوظيفية مثل رخصة سيارة ركاب ، ولكنها تسمح أيضًا لصاحب السيارة بقيادة سيارة أجرة أو ليمو أو أي مركبة أخرى صغيرة للإيجار. الترخيص المفروض في الجمهورية اللبنانية معقد إلى حد ما. في جمهورية لبنان, لا تُعتبر رخص السائقين رخص قيادة تجارية أو مهنية, (على افتراض أن السائق حاصل بالفعل على رخصة ركاب عادية) لا يشترط إجراء اختبار طريق عادة لتحويله إلى رخصة قيادة إلى امتحان تحريري قصير عن سيارة أجرة. مطلوب قوانين قيادة محددة و / أو فحص الخلفية. يُسمى هذا النوع من الترخيص عادة ، وإن لم يكن عالميًا ، الفئة E.
تراخيص الدراجات النارية تغطي تراخيص الدراجات النارية الدراجات النارية فقط ؛ في كثير من الأحيان جنبا إلى جنب مع رخصة القيادة العادية.
التراخيص المحسنة تثبت الجنسية بالإضافة إلى امتيازات القيادة. مطلوب جواز سفر لبناني أو بطاقة هوية لبنانية أو وثيقة أخرى تثبت المواطنة للتقدم لهذا النوع من الترخيص. يمكن أيضًا إصدار تراخيص الدراجات النارية والسائقين التجاريين (انظر أعلاه وأدناه) على النحو المحسن.

## المسؤولون الأجانب والدبلوماسيون
في استثناء نادر, تصدر الجمهورية اللبنانية رخص القيادة للمسؤولين الأجانب والدبلوماسيين. رخص القيادة هذه تعادل الرخصة الصادرة بانتظام.

## النظام اللبناني الجديد للسلامة على الطرق (LRSS)
هذا النظام ينطبق على رخصة القيادة تحت الاختبار والترخيص. هذا النظام ضمان
1. لضمان سلامة الطريق مضمونة
2. ضمان الانضباط السائق, مسؤولة والتسامح مع مستخدمي الطريق الآخرين

عقوبات الطريق المرتبطة LRSS نقطة النقص
15 نقطة القيادة أو السيطرة على السيارات تحت الكحول أو المخدرات.
15 نقطة القيادة بشكل خطير
15 نقطة القيادة دون السماح
15 نقطة سباق على الطريق
15 نقطة رفض أخذ التنفس أو البول أو فحص الدم دون أي سبب
10 نقاط فشل في اتباع إشارة المرور
10 نقاط فشل عرض لوحة P
10 نقاط تجاوز سرعة الطريق أكثر من 40 كم / ساعة
8 نقاط تجاوز سرعة الطريق أكثر من 26-40 كم / ساعة
8 نقاط فشل في إعطاء الأولوية لسيارة الإسعاف أو رجال الإطفاء أو الشرطة أو الجمارك أو سيارة النقل البري (مع صفارات الإنذار)
8 نقاط فشل في التوقف عند تقاطع
5 نقاط تجاهل إشارة المرور أو التنظيم
5 نقاط باستخدام الاطارات المستنفدة
5 نقاط فشل في إحضار رخصة القيادة (تحت الاختبار)